# Stahlsche Mühle

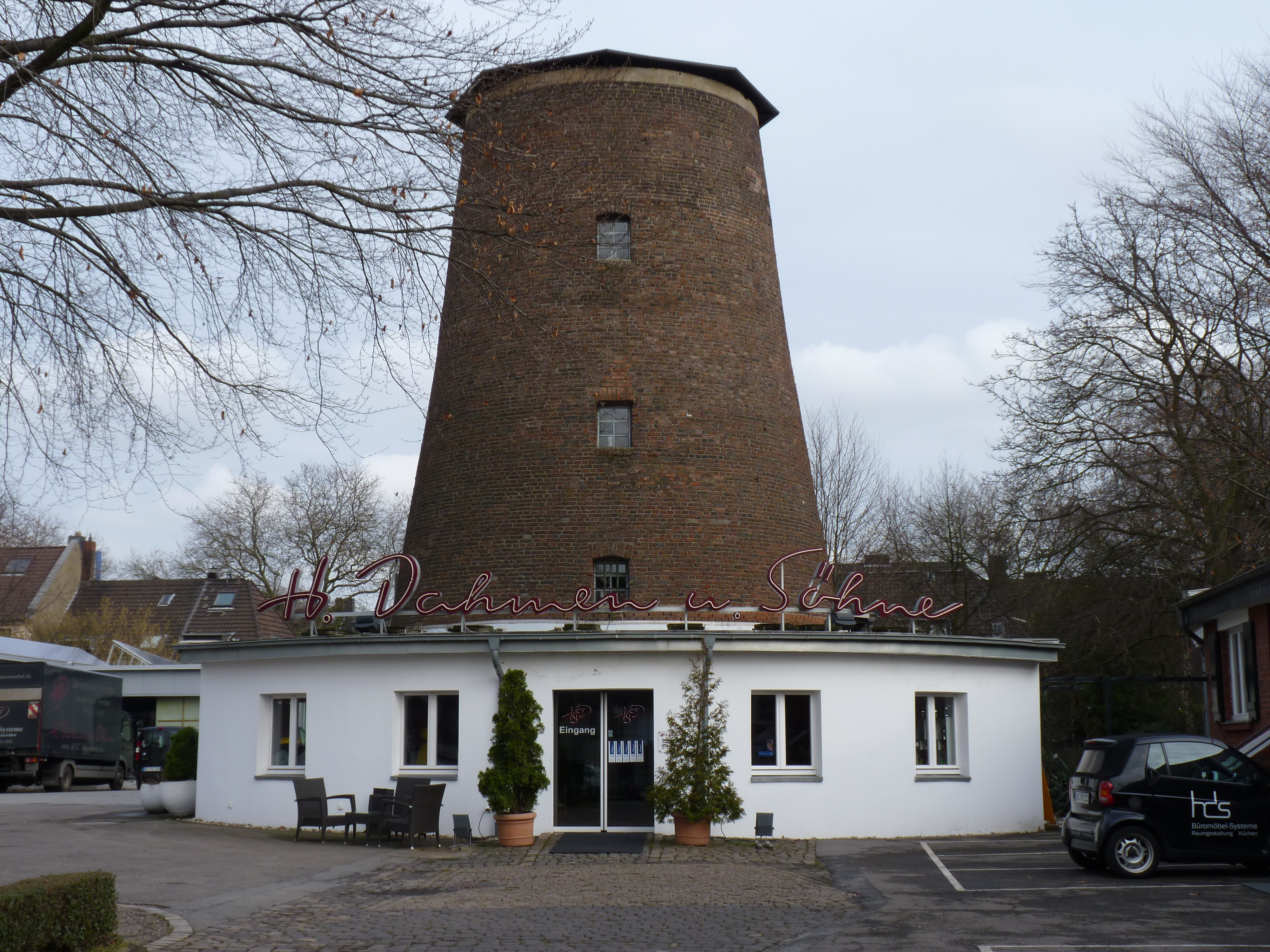
Stahlsche Mühle

Die Stahlsche Mühle ist eine ehemalige Windmühle im Duisburger Stadtbezirk Meiderich-Beeck in Nordrhein-Westfalen. Sie liegt im Ortsteil Meiderich zwischen Alter Emscher und Rhein-Herne-Kanal inmitten eines dicht bebauten Wohngebiets.

## Geschichte und Beschreibung
Die nach dem Müller Johann Stahl benannte Stahlsche Mühle wurde 1858 als Holländerwindmühle in Backsteinbauweise errichtet. Infolge von Bergschäden sackte sie 1895 ab. Da die seit 1904 in unmittelbarer Nähe gebauten Häuser der Mühle den Wind aus den Flügeln nahmen, wurde sie ab 1904 elektrisch angetrieben. Mit der Stilllegung im Jahre 1924 wurden auch die Flügel demontiert.
Von der ehemaligen Getreidemühle sind heute nur noch ein flügelloser Stumpf mit Unterbau sowie mehrere Mahlsteine erhalten. Im Laufe der Zeit wurde der Mühlenstumpf mit neuen Anbauten versehen, die zeitweise als Autowerkstatt und als Chemielager dienten.
Die Büromöbelfirma H. Dahmen & Söhne kaufte 1999 das Mühlengelände und führte über vier Jahre umfangreiche Sanierungsmaßnahmen durch, wobei allerdings das baufällig gewordene Müllerhaus abgerissen werden musste.
Das als Nebengebäude erhalten gebliebene Sacklager nutzt die Firma als Bürogebäude. Die übrigen Gebäude dienen als Ausstellungs- und Lagerhalle.

## Denkmalschutz
Die Stahlsche Mühle wurde am 18. Juni 1985 unter der Nummer 97 in die Liste der Baudenkmäler in Duisburg-Meiderich/Beeck eingetragen. 